# Trận Harasta (2017–18)
Trận Harasta, có tên mã là "Họ đã sai", là một chiến dịch quân sự do phiến quân Syria phát động chống lại các vị trí của Quân đội Ả Rập Syria ở Harasta, vùng ngoại ô phía đông bắc của Damascus, trong cuộc Nội chiến Syria